# ラジエーター・スプリングス・レーサー
ラジエーター・スプリングス・レーサー（Radiator Springs Racers）は、ディズニーパークにあるライド型アトラクション。

## このアトラクションが存在するパーク
- ディズニー・カリフォルニア・アドベンチャー（ディズニーランド・リゾート）

## 概要

### ディズニー・カリフォルニア・アドベンチャー
| ラジエーター・スプリングス・レーサー Radiator Springs Racers | ラジエーター・スプリングス・レーサー Radiator Springs Racers | ラジエーター・スプリングス・レーサー Radiator Springs Racers | ラジエーター・スプリングス・レーサー Radiator Springs Racers |
| ------------------------------------------------------------ | ------------------------------------------------------------ | ------------------------------------------------------------ | ------------------------------------------------------------ |
| ラジエーター・スプリングス・レーサー                         |                                                              |                                                              |                                                              |
| オープン日                                                   | オープン日                                                   | 2012年6月15日                                                | 2012年6月15日                                                |
| スポンサー                                                   | スポンサー                                                   | なし                                                         | なし                                                         |
| 所要時間                                                     | 所要時間                                                     | 約4分                                                        | 約4分                                                        |
| 定員                                                         | 定員                                                         | 6名/台                                                       | 6名/台                                                       |
| 利用制限                                                     |                                                              | 102cm以上                                                    | 102cm以上                                                    |
| ファストパス                                                 | ファストパス                                                 |                                                              | ○                                                            |
| シングルライダー                                             | シングルライダー                                             |                                                              | ○                                                            |

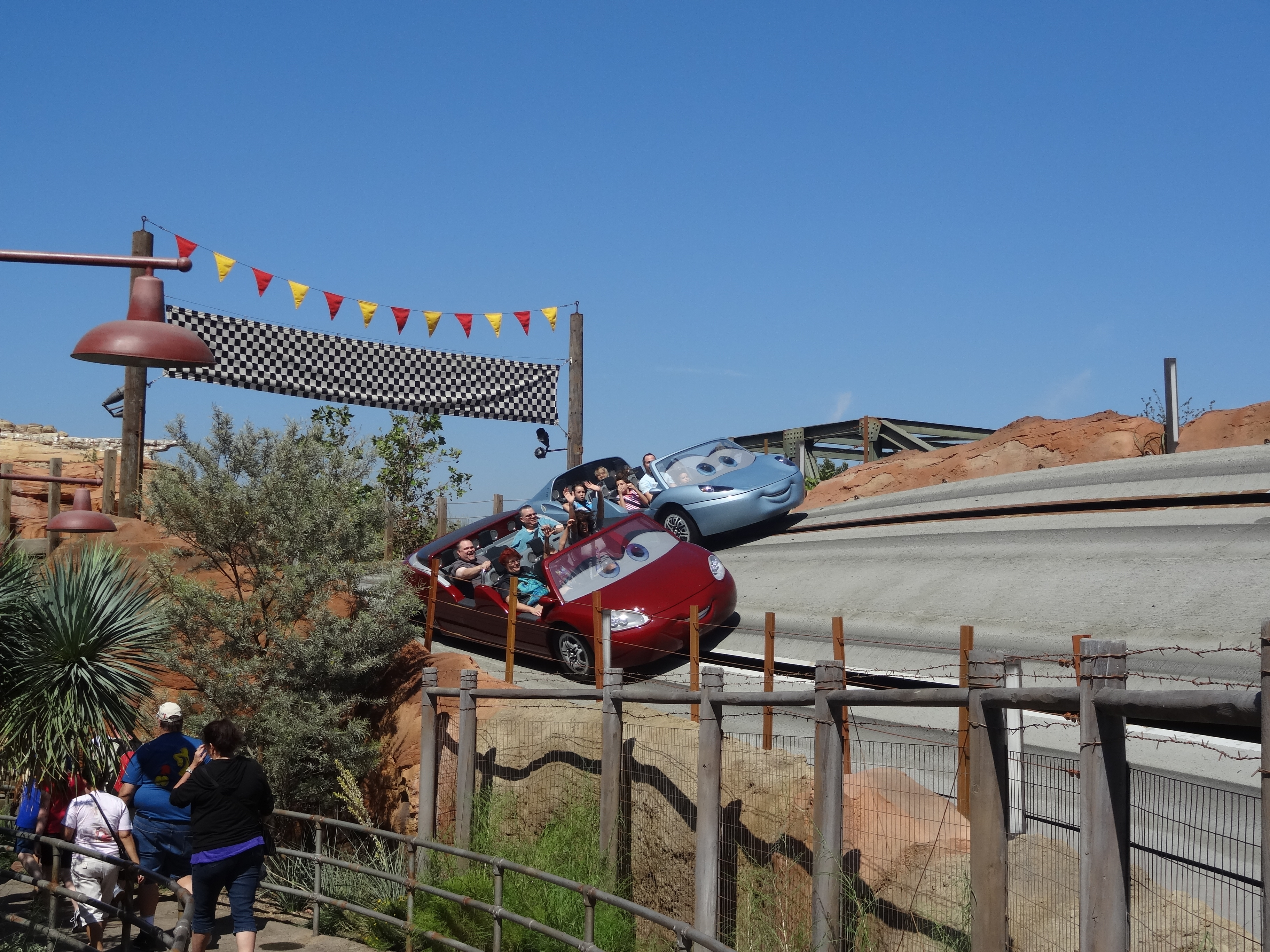
アトラクション乗車時の様子

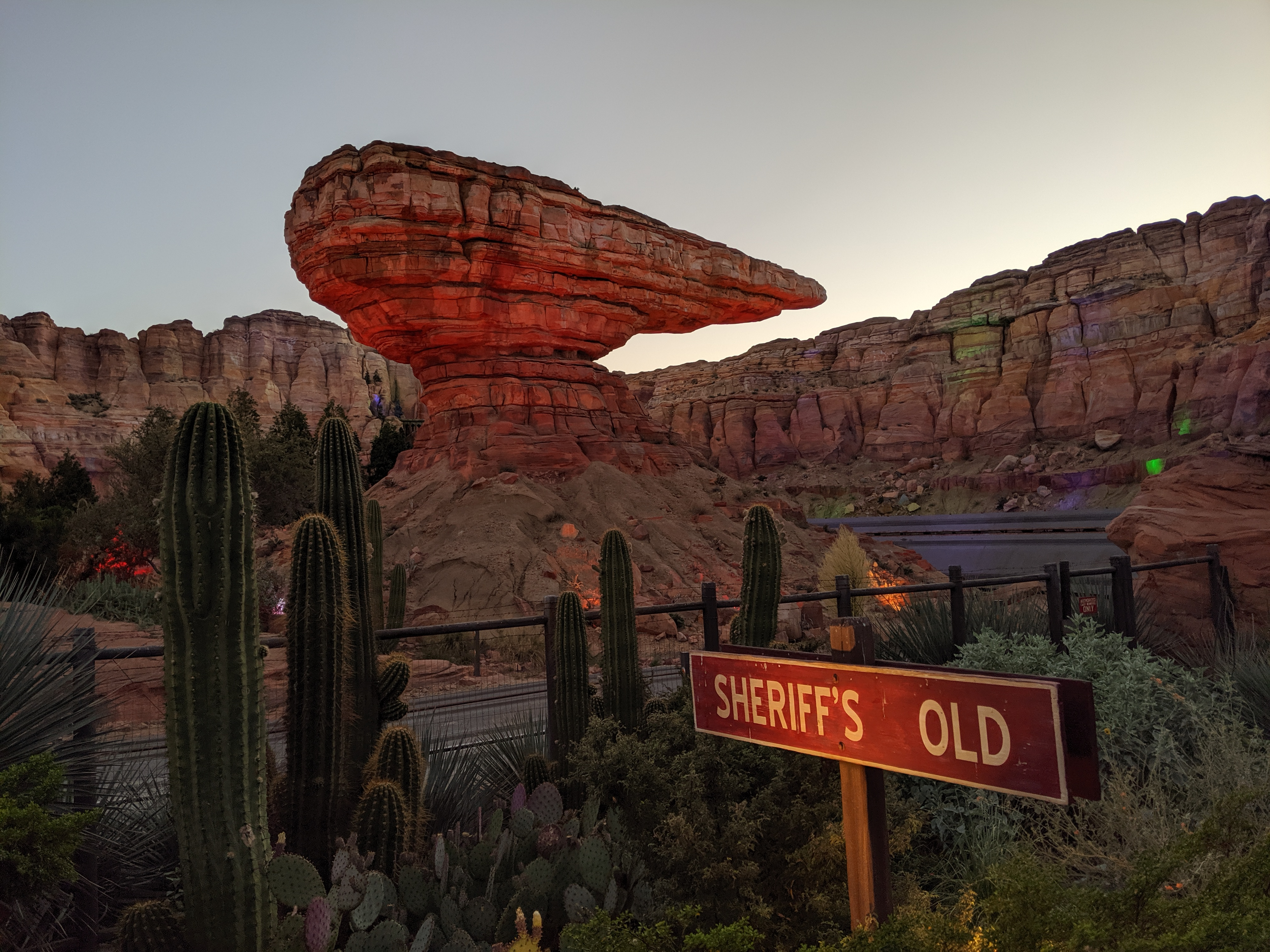
夕方時のライドの様子

新エリア「カーズランド」の目玉のアトラクションとして2012年にオープンした。映画「カーズ」に登場するキャラクターのライドに乗り込み、映画の舞台であるラジエーター・スプリングスを走行するアトラクション。初めはゆっくりとした動きで、ライトニング・マックイーンやメーターを初めとした、映画の中に登場するキャラクターを観ることが出来る。そして整備工場(タイヤ交換と車のペイントのどちらかがランダムに選択される)を抜けるとレースが始まり、2台のライドが最高時速65kmで並走する。なお、道にレールは無いが細い溝があり、エプコットの「テスト・トラック」や、東京ディズニーシーの「センター・オブ・ジ・アース」と同じシステムを利用している。

## Trivia
- カーズランドの敷地の約半分がこのアトラクションに使われている。そして建設費はおよそ2億ドルで、ディズニーランド・リゾートの中で最も建設費が高いアトラクションである。